# Monanthotaxis sororia
Monanthotaxis sororia (Diels) Verdc. – gatunek rośliny z rodziny flaszowcowatych (Annonaceae Juss.). Występuje endemicznie na Madagaskarze. 

## Morfologia
PokrójZimozielony krzew lub zdrewniałe liany. Młode pędy są owłosione.
LiścieMają kształt od lancetowatego do eliptycznego. Mierzą 2,5–7,5 cm długości oraz 1,5–2,5 cm szerokości. Nasada liścia jest zaokrąglona. Blaszka liściowa jest o spiczastym wierzchołku. Ogonek liściowy jest owłosiony i dorasta do 1 mm długości.
KwiatySą pojedyncze lub zebrane w pary, rozwijają się w kątach pędów. Mają białożółtawą barwę. Działki kielicha mają prawie okrągły kształt, są owłosione i dorastają do 1 mm długości. Płatki mają owalny lub prawie łyżeczkowaty kształt, osiągają do 3 mm długości, różnią się od siebie. Kwiaty mają 6–9 owocolistków.
OwocePojedyncze mają eliptyczny kształt, zebrane po 6–8 w owoc zbiorowy. Są osadzone na szypułkach. Osiągają 6–8 mm długości i 3–4 mm szerokości.

## Biologia i ekologia
Rośnie w suchych lasach.